# Igors Vihrovs
Igors Vihrovs (Riga, Letonia, 6 de junio de 1978) es un gimnasta artístico letón, especialista en la prueba de suelo, con la que ha llegado a ser campeón olímpico en 2000.

## 2000
En los JJ. OO. de Sídney consigue la medalla de oro en la prueba de suelo, por delante del ruso Alexei Nemov (plata) y del búlgaro Yordan Yovchev (bronce).

## 2001
En el Mundial celebrado en Gante (Bélgica) gana el bronce en el ejercicio de suelo, quedando por detrás del búlgaro Yordan Yovchev y del rumano Marian Dragulescu, ambos empatados con la medalla de oro.